# Carl Elberling (bibliotekarie)

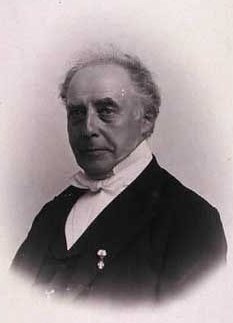
Carl Elberling.

Carl August Elberling, född den 16 april 1834 i Slagelse, död den 15 juni 1925 i Köpenhamn, var en dansk geolog och bibliotekarie. Han var son till Carl Wilhelm Elberling och bror till Emil Elberling.
Elberling blev assistent vid Det Kongelige Bibliotek i Köpenhamn 1862 och var bibliotekarie där 1901-1915. Han utgav bland annat Danske Folkebøger (1867) och Breve fra en Bogelsker (1909).